# Кривбассрудстрой
Кривбассрудстрой — строительно-монтажный трест в городе Кривой Рог.

## История
Организован в 1951 году в городе Кривой Рог путём передачи из треста «Криворожстрой» строительных управлений № 1, 2, 4, 5, 7, 8, базы механизации и ремонтной зоны. Затем сформированы строительные управления № 3, 10, 11, 12.
В апреле 1992 года преобразовано в арендное предприятие, в январе 1995 года — в закрытое акционерное общество.

## Характеристика
Высокомеханизированное мощное строительное предприятие. На 1969 год в составе было восемь строительных управлений и вспомогательные предприятия.
За 1951—1969 годы предприятием построено 48 горнорудных предприятий и объектов, 32 школы, 42 детских учреждения, 12 больниц, 8 дворцов культуры и кинотеатров, около 1 000 000 м² жилья. Среди крупнейших строений: шахта имени М. В. Фрунзе, шахта имени Артёма № 1, шахта «Гигант-Глубокая», шахта «Гвардейская», шахта «Заря», силикатный завод, обувная фабрика, Криворожский государственный цирк, жилые массивы ЦГОКа, СевГОКа и рудника имени XX партсъезда, на улице Лермонтова и другие.

### Персонал
Работало 3700 человек, затем количество сотрудников снизилось до 250.
Руководители:
- Подлепа, Алексей Пантелеймонович;
- Костёлов Л. И.;
- Аноколов Николай Кириллович;
- Череп, Валерий Иванович;
- Лемиш, Валентин Пантелеевич;
- Петренко Ф. И.;
- Задорожный О. И.;
- Корниец А. П.;
- Сесь И. П.;
- Латынин Виктор Иванович;
- Павлусенко С. И.